# Inline-Skaterhockey-Bundesliga 2010
Die Saison 2010 war die 15. Spielzeit der Inline-Skaterhockey-Bundesliga. Dabei wurde zum 25. Mal ein Deutscher Meister ermittelt. Ausrichter ist die Sportkommission Inline-Skaterhockey Deutschland im Deutschen Rollsport und Inline-Verband. Die Hauptrunde startete am 6. März 2010. Deutscher Meister wurden mit ihrem vierten Titelgewinn die HC Köln-West Rheinos.

## Teilnehmer

### 1. Bundesliga Nord
Die 1. Bundesliga Nord umfasste elf Mannschaften mit den Aufsteigern aus der 2. Bundesliga Nord, die MO Buffalos Berlin und der Crefelder SC. Zudem rückten aus der 1. Bundesliga Süd die Samurai Iserlohn sowie die Mendener Mambas in die Nord-Staffel.
| Klub                     | Standort           | Vorjahr                   | Play-offs                 |
| ------------------------ | ------------------ | ------------------------- | ------------------------- |
| Ahauser Maidy Dogs       | Ahaus              | 6. Nord                   | -                         |
| MO Buffalos Berlin       | Berlin             | 1. der 2. Bundesliga Nord | 1. der 2. Bundesliga Nord |
| Bissendorfer Panther     | Wedemark           | 3. Nord                   | Halbfinale                |
| Duisburg Ducks           | Duisburg           | 1. Nord                   | Vizemeister               |
| SHC Rockets Essen 1985   | Essen              | 4. Nord                   | Viertelfinale             |
| Samurai Iserlohn         | Iserlohn           | 9. Süd                    | -                         |
| Highlander Lüdenscheid   | Lüdenscheid        | 2. Nord                   | Halbfinale                |
| Salt City Boars Lüneburg | Lüneburg           | 8. Nord                   | -                         |
| Crefelder SC             | Krefeld            | 2. der 2. Bundesliga Nord | 2. der 2. Bundesliga Nord |
| Mendener Mambas          | Menden (Sauerland) | 4. Süd                    | Viertelfinale             |
| Rostocker Nasenbären     | Rostock            | 7. Nord                   | -                         |

### 1. Bundesliga Süd
Die 1. Bundesliga Süd umfasste zehn Mannschaften mit den Aufsteigern aus der 2. Bundesliga Süd, dem IHC Atting und den Hotdogs Bräunlingen. Aus der Nord-Staffel kamen die Crash Eagles Kaarst in die Süd-Liga.
| Klub                      | Standort             | Vorjahr                  | Play-offs                |
| ------------------------- | -------------------- | ------------------------ | ------------------------ |
| TV Augsburg               | Augsburg             | 3. Süd                   | Viertelfinale            |
| IHC Atting                | Straubing            | 2. der 2. Bundesliga Süd | 2. der 2. Bundesliga Süd |
| Hotdogs Bräunlingen       | Bräunlingen          | 1. der 2. Bundesliga Süd | 1. der 2. Bundesliga Süd |
| Düsseldorf Rams           | Düsseldorf           | 6. Süd                   | -                        |
| Freiburg Beasts           | Freiburg im Breisgau | 5. Süd                   | -                        |
| Crash Eagles Kaarst       | Kaarst               | 5. Nord                  | -                        |
| HC Köln-West Rheinos      | Köln                 | 1. Süd                   | Deutscher Meister        |
| TSV Schwabmünchen Mammuts | Schwabmünchen        | 2. Süd                   | Viertelfinale            |
| Badgers Spaichingen       | Spaichingen          | 7. Süd                   | -                        |
| Uedesheim Chiefs          | Neuss                | 8. Süd                   | -                        |

## Modus
Die Staffel Nord geht mit elf, die Staffel Süd mit zehn Mannschaften an den Start. Innerhalb jeder Staffel trifft jede Mannschaft in Hin- und Rückspiel auf jede andere Mannschaft. Für einen Sieg gibt es zwei Punkte, für ein Unentschieden einen Punkt. Bei Punktgleichheit zum Ende der Hauptrunde entscheidet der direkte Vergleich über die Rangfolge. Die ersten vier Mannschaften jeder Staffel erreichen die Play-offs. Die Teams auf den Rängen fünf bis neun haben den Klassenerhalt erreicht. Die Mannschaften auf den Rängen zehn (Nord und Süd) und elf (Nord) steigen direkt in die 2. Bundesliga ab. Play-downs und Relegationsspiele gibt es in dieser Saison nicht. Der Sieger der Play-offs ist Deutscher Meister.

## Vorrunde

### 1. Bundesliga Nord
|     | Mannschaft               | Sp | S  | U | N  | Tore    | +/-  | P  |
| --- | ------------------------ | -- | -- | - | -- | ------- | ---- | -- |
| 1.  | Bissendorfer Panther     | 20 | 15 | 3 | 2  | 184:74  | 110  | 33 |
| 2.  | Highlander Lüdenscheid   | 20 | 13 | 4 | 3  | 147:91  | 56   | 30 |
| 3.  | Duisburg Ducks           | 20 | 13 | 4 | 3  | 168:85  | 83   | 30 |
| 4.  | Samurai Iserlohn         | 20 | 14 | 1 | 5  | 196:106 | 87   | 29 |
| 5.  | SHC Essen                | 20 | 12 | 2 | 6  | 133:108 | 25   | 26 |
| 6.  | Mendener Mambas          | 20 | 10 | 2 | 8  | 145:130 | 15   | 22 |
| 7.  | MO Buffalos Berlin       | 20 | 6  | 3 | 11 | 114:163 | −49  | 15 |
| 8.  | Crefelder SC             | 20 | 5  | 2 | 13 | 101:141 | −40  | 12 |
| 9.  | Ahauser Maidy Dogs       | 20 | 4  | 3 | 13 | 77:106  | −29  | 11 |
| 10. | Salt City Boars Lüneburg | 20 | 2  | 2 | 16 | 82:200  | −118 | 6  |
| 11. | Rostocker Nasenbären     | 20 | 2  | 2 | 16 | 77:217  | −140 | 6  |

### 1. Bundesliga Süd
|     | Mannschaft                | Sp | S  | U | N  | Tore    | +/-  | P  |
| --- | ------------------------- | -- | -- | - | -- | ------- | ---- | -- |
| 1.  | TV Augsburg               | 18 | 14 | 2 | 2  | 130:77  | 53   | 30 |
| 2.  | HC Köln-West Rheinos      | 18 | 13 | 2 | 3  | 160:58  | 102  | 28 |
| 3.  | TSV Schwabmünchen Mammuts | 18 | 12 | 2 | 4  | 135:100 | 35   | 24 |
| 4.  | Uedesheim Chiefs          | 18 | 10 | 1 | 7  | 130:117 | 13   | 21 |
| 5.  | Düsseldorf Rams           | 18 | 7  | 2 | 9  | 113:125 | −12  | 16 |
| 6.  | Crash Eagles Kaarst       | 18 | 7  | 1 | 10 | 130:130 | 0    | 15 |
| 7.  | Freiburg Beasts           | 18 | 7  | 1 | 10 | 134:135 | −1   | 15 |
| 8.  | IHC Atting                | 18 | 5  | 2 | 11 | 98:131  | −33  | 12 |
| 9.  | Badgers Spaichingen       | 18 | 5  | 2 | 11 | 81:117  | −36  | 12 |
| 10. | Hotdogs Bräunlingen       | 18 | 1  | 3 | 14 | 50:171  | −121 | 5  |

## Play-offs
Die Play-off-Spiele wurden im Modus "Best of Three" ausgetragen.

### Play-off-Baum
| Viertelfinale | Viertelfinale         | Viertelfinale          |   |                        | Halbfinale | Halbfinale | Halbfinale |  |  | Finale | Finale | Finale |
|               |                       |                        |   |                        |            |            |            |  |  |        |        |        |
| 1             | Bissendorfer Panther  | 2                      |   |                        |            |            |            |  |  |        |        |        |
| 4             | Uedesheim Chiefs      | 0                      |   |                        |            |            |            |  |  |        |        |        |
| 4             | Uedesheim Chiefs      | 0                      | 1 | Bissendorfer Panther   | 1          |            |            |  |  |        |        |        |
|               |                       |                        | 1 | Bissendorfer Panther   | 1          |            |            |  |  |        |        |        |
|               | 2                     | HC Köln-West Rheinos   | 2 |                        |            |            |            |  |  |        |        |        |
| 2             | 2                     | HC Köln-West Rheinos   | 2 | HC Köln-West Rheinos   | 2          |            |            |  |  |        |        |        |
| 2             |                       |                        |   | HC Köln-West Rheinos   | 2          |            |            |  |  |        |        |        |
| 3             | Duisburg Ducks        | 0                      |   |                        |            |            |            |  |  |        |        |        |
| 3             | Duisburg Ducks        | 0                      | 1 | TV Augsburg            | 0          |            |            |  |  |        |        |        |
|               |                       |                        |   | TV Augsburg            | 0          |            |            |  |  |        |        |        |
|               | 2                     | HC Köln-West Rheinos   | 2 |                        |            |            |            |  |  |        |        |        |
| 2             | 2                     | HC Köln-West Rheinos   | 2 | Highlander Lüdenscheid | 2          |            |            |  |  |        |        |        |
| 2             |                       |                        |   | Highlander Lüdenscheid | 2          |            |            |  |  |        |        |        |
| 3             | Schwabmünchen Mammuts | 1                      |   |                        |            |            |            |  |  |        |        |        |
| 3             | Schwabmünchen Mammuts | 1                      | 1 | TV Augsburg            | 2          |            |            |  |  |        |        |        |
|               |                       |                        | 1 | TV Augsburg            | 2          |            |            |  |  |        |        |        |
|               | 2                     | Highlander Lüdenscheid | 1 |                        |            |            |            |  |  |        |        |        |
| 1             | 2                     | Highlander Lüdenscheid | 1 | TV Augsburg            | 2          |            |            |  |  |        |        |        |
| 1             |                       |                        |   | TV Augsburg            | 2          |            |            |  |  |        |        |        |
| 4             | Samurai Iserlohn      | 1                      |   |                        |            |            |            |  |  |        |        |        |

### Viertelfinale
|                        |   |                       | Serie | 1         | 2         | 3   |
| ---------------------- | - | --------------------- | ----- | --------- | --------- | --- |
| Bissendorfer Panther   | – | Uedesheim Chiefs      | 2:0   | 9:1       | 7:2       | -   |
| HC Köln-West Rheinos   | – | Duisburg Ducks        | 2:0   | 6:4       | 9:6 n. P. | -   |
| Highlander Lüdenscheid | – | Schwabmünchen Mammuts | 2:1   | 9:6 n. V. | 4:8       | 6:5 |
| TV Augsburg            | – | Samurai Iserlohn      | 2:1   | 7:11      | 7:5       | 9:8 |

### Halbfinale
|                      |   |                        | Serie | 1   | 2   | 3    |
| -------------------- | - | ---------------------- | ----- | --- | --- | ---- |
| Bissendorfer Panther | – | HC Köln-West Rheinos   | 1:2   | 8:2 | 3:5 | 3:6  |
| TV Augsburg          | – | Highlander Lüdenscheid | 2:1   | 2:6 | 3:2 | 10:8 |

### Finale
|             |   |                      | Serie | 1   | 2   | 3 |
| ----------- | - | -------------------- | ----- | --- | --- | - |
| TV Augsburg | – | HC Köln-West Rheinos | 0:2   | 2:7 | 6:8 | - |

## Aufsteiger
Aus der 2. Bundesliga steigen die Bochum Lakers (1. der Staffel Nord) und die Rhein-Main Patriots (1. der Staffel Süd) direkt in die 1. Bundesliga auf.

## Pokalsieger
Im Endspiel um den Deutschen Inline-Skaterhockey-Pokal 2010 gewann der HC Köln-West am 12. Dezember 2010 gegen den TV Augsburg in Bochum mit 6:2.